# Рогинська сільська рада
Роги́нська сільська́ ра́да — колишній орган місцевого самоврядування в Роменському районі Сумської області. Адміністративний центр — село Рогинці.

## Загальні відомості
- Населення ради: 2 085 осіб (станом на 2001 рік)

## Населені пункти
Сільській раді підпорядковані населені пункти:
- с. Рогинці
- с. Авраменкове
- с. Ведмеже

## Склад ради
Рада складається з 16 депутатів та голови.
- Голова ради: Лях Віталій Євгенович
- Секретар ради: Кандиба Ганна Миколаївна

### Керівний склад попередніх скликань
| Прізвище, ім'я, по батькові   | Основні відомості                                                   | Дата обрання | Дата звільнення |
| ----------------------------- | ------------------------------------------------------------------- | ------------ | --------------- |
| Демченко Микола Олександрович | Сільський голова, 1948 року народження, член Народного Руху України | 26.03.2006   | 31.10.2010      |
| Лях Віталій Євгенович         | Сільський голова, 1961 року народження, освіта вища, безпартійний   | 31.10.2010   |                 |

Примітка: таблиця складена за даними сайту Верховної Ради України